# Enzo Emilio Galbiati
Enzo Emilio Galbiati, italijanski general, * 1897, † 1982.